# Bio-Dome
Bio-Dome (Brasil: Malucos por Natureza / Portugal: Malucos em Apuros) é um filme de comédia produzido nos Estados Unidos e lançado em 1996, sob a direção de Jason Bloom. Bio-Dome foi produzido pela Motion Picture Corporation of America com um orçamento de US$15 milhões e foi distribuído nos cinemas pela Metro-Goldwyn-Mayer.
A trama do filme gira em torno de dois desajeitados, estúpidos e preguiçosos que, durante uma viagem de estrada, olham para um lavabo parado no que eles acreditam que é um shopping center, o que acaba por ser um "bio-dome", uma forma de sistema ecológico fechado no qual cinco cientistas devem ser hermeticamente selados por um ano em uma experiência científica. O filme tem temas de ambientalismo, combinados com uso de drogas, insinuações sexuais e humor escatológico.
O filme é estrelado por Stephen Baldwin e Pauly Shore, e tem participações especiais de celebridades como Roger Clinton, Kylie Minogue, Patricia Hearst e Rose McGowan. Jack Black e Kyle Gass chegaram à atenção global em Bio-Dome, no qual eles se apresentaram juntos como Tenacious D na tela pela primeira vez.
O filme arrecadou US$13 milhões nas bilheterias da América do Norte. Bio-Dome recebeu críticas negativas dos críticos de cinema.
Em 18 de dezembro de 2013, Stephen Baldwin apareceu no programa de rádio/TV de Mancow Muller, confirmando que ele está conversando com Pauly Shore sobre fazer uma sequência do filme que gira em torno dos filhos de Bud e Doyle, seus personagens.

## Sinopse
Bud "Squirrel" Macintosh e Doyle "Stubs" Johnson são os melhores amigos que moram juntos. Bud vence uma rodada de pedra, papel e tesoura e atinge Doyle na cabeça com um livro. Suas namoradas Monique e Jen, que são ambientalistas, chegam para levá-las a uma festa ambiental quando descobrem o ferido Doyle. As meninas descobrem que Bud machucou Doyle como uma desculpa para não ir à festa. Irritadas com a falta de respeito dos garotos com o meio ambiente, as garotas ligam para os garotos de um telefone público para anunciar que vão se juntar a alguns caras da equipe de natação quente em uma festa perto de um lago. Bud e Doyle dirigem para o lago, apenas para descobrir que foram enganados, e as meninas não estão lá.
Voltando para casa, eles passam pelo Bio-Dome, onde o cientista Dr. Noah Faulkner está prestes a selar sua equipe por um ano sem contato externo. Confundindo o Bio-Dome por um shopping, Bud e Doyle entram para usar o banheiro, para serem selados junto com os cientistas. Dr. Leaky, o investidor do projeto, os descobre e exige que eles sejam expulsos. Faulkner se recusa, alegando que isso destruiria o objetivo do experimento, e assim Bud e Doyle permanecem. Embora as coisas corram bem no início, isso prova ser um erro, pois Bud e Doyle continuam suas travessuras, se prejudicando e destruindo muitos dos projetos dos cientistas. Os cientistas imploram ao Dr. Faulkner, mas ele só cede depois que os dois descobrem um estoque secreto de junk food e experimentam gás do riso. Bud e Doyle são banidos para a seção de ambiente do deserto e, após três dias presos, descobrem uma chave na fechadura de uma das janelas, que abre uma porta dos fundos, e escapam do Bio-Dome.
Enquanto Bud e Doyle estão recebendo uma entrega de pizza no domo, eles descobrem que Jen e Monique estão participando de uma festa ambiental com outros homens. Bud e Doyle decidem superar a festa e segurar um dentro do Bio-Dome para reconquistá-los. A festa sai pela culatra quando joga o experimento no caos e Jen e Monique repudiam os meninos. Os cientistas se preparam para sair do deserto pela porta, mas, percebendo suas ações idiotas, Bud e Doyle intervêm e exigem que todos fiquem e restaurem a cúpula com saúde total, argumentando que o mundo real atualmente não é um ambiente intocado, com Doyle engolir a chave como último recurso. O grupo se familiariza com a situação e começa a consertar a cúpula, enquanto os meninos e os cientistas se unem como uma equipe, e Bud e Doyle. Os esforços de restauração da cúpula logo atraem um grande grupo de fãs e apoiadores, com Monique e Jen se unindo como um dos apoiadores. Enquanto isso, Faulkner, que desapareceu na noite da festa, enlouqueceu e está mal e está iniciando planos para explodir a cúpula com bombas caseiras de coco.
Depois de vários meses e o Dia da Terra se aproxima, Bud, Doyle e a equipe conseguem restaurar a cúpula. Mas na noite anterior às portas se abrirem de novo, Bud e Doyle descobrem o Dr. Faulkner, esperando pedir desculpas a ele e fazer as pazes. Ele diz aos dois que ele está manipulando produtos pirotécnicos para a cerimônia de abertura de portas e os ajuda a plantar os itens, sem saber que eles são realmente bombas. Quando Bud e Doyle estão sozinhos com as bombas, eles brincam com um dos cocos e, depois de um longo passe fracassado, descobrem sua natureza perigosa. Eles alertam os outros e tentam sair do domo mais cedo, mas a porta não pode ser aberta até que o relógio atinja zero, quando as bombas explodirão. Bud e Doyle correm de volta para a cúpula para encontrar o Dr. Faulkner e levá-lo a desativar as bombas. Depois de uma perseguição e luta, eles o derrubam e usam o controle remoto para desativar os cocos.
Com o experimento Bio-Dome concluído, a equipe se prepara para sair da porta agora aberta, mas, quando começam a sair, o Dr. Faulkner retorna com uma última bomba de coco, tropeça, e a bomba detona na entrada. Acontece que todos estão bem com Bud e Doyle se reunindo com Jen e Monique, que estão orgulhosas do que foram capazes de alcançar. Bud, Doyle, Jen e Monique se despedem dos cientistas da Bio-Dome e partem, onde Doyle novamente precisa usar o banheiro e o carro é visto dirigindo-se para uma misteriosa usina nuclear. Enquanto isso, Faulkner escapou da cúpula pela porta da janela do deserto, depois de recuperar a chave que Doyle engoliu e foge pelo deserto enquanto a polícia é ouvida procurando por ele para prendê-lo por suas ações criminais insanas.

## Elenco
- Pauly Shore como Bud "Squirrel" Macintosh
  - Adam Weisman como jovem Bud
- Stephen Baldwin como Doyle "Stubs" Johnson
  - Robbie Thibault, Jr. como jovem Doyle
- William Atherton como Dr. Noah Faulkner
- Joey Lauren Adams como Monique
- Teresa Hill como Jen
- Rose McGowan como Denise
- Denise Dowse como Dr. Olivia Biggs
- Kevin West como T.C. Romulus
- Kylie Minogue como Dr. Petra von Kant
- Dara Tomanovich como Mimi Simkins
- Henry Gibson como Dr. William Leaky
- Patricia Hearst como Mrs. Johnson
- Roger Clinton como Professor Bloom
- Taylor Negron como Russell
- Jeremy Jordan como Trent
- Channon Roe como Roach
- Trevor St. John como Parker
- Butch McCain como repórter Joachim West
- Ben McCain como âncora de notícias Aries West
- Jack Black e Kyle Gass como Tenacious D
- Phil LaMarr e Paul Eiding como assistentes
- Phil Proctor como Axl
- Rodger Bumpass como narrador

## Recepção

### Bilheteria
Bio-Dome arrecadou US$13,4 milhões na América do Norte, contra um orçamento estimado de produção de US$8,5 milhões. MGM gastou US$10 milhões em marketing.

### Resposta crítica
No Rotten Tomatoes, o filme tem uma taxa de aprovação de 4% com base em críticas de 23 críticos. O consenso crítico diz: "Como seus dois protagonistas desagradáveis, este vehicle de Pauly Shore terrivelmente sem graça deve permanecer separado da sociedade". No Metacritic, ele tem uma pontuação de 1 em 100, com base em críticas de 10 críticos, indicando "aversão esmagadora". É um dos dez filmes que detém essa classificação; Os outros nove são 10 Rules for Sleeping Around, Chaos, inAPPropriate Comedy, Not Cool, The Singing Forest, The Garbage Pail Kids Movie, Death of a Nation, Hardbodies, e United Passions. O público pesquisado pelo CinemaScore atribuiu ao filme uma nota B- na escala de A a F.
Owen Gleiberman, da Entertainment Weekly, deu ao filme uma nota F, dizendo "Mesmo com as baixas expectativas que qualquer espectador razoável traz para um filme de Shore, isso dá apenas uma vantagem estúpida". Stephen Holden, do The New York Times, chamou de "inepto em quase todos os aspectos".

### Premiações
No Framboesa de Ouro de 1996, Shore co-ganhou um Framboesa de Ouro de pior ator por seu trabalho no filme, empatado com Tom Arnold por suas atuações em Big Bully, Carpool e The Stupids. No Stinkers Bad Movie Awards de 1996, o filme ganhou duas das três indicações: O pior penteado na tela para Stephen Baldwin e a comédia mais dolorosamente sem graça. Shore também foi indicado ao pior ator, mas perdeu para Tom Arnold por atuar nos mesmos três filmes (Big Bully, Carpool e The Stupids).

## Sequência
Em 18 de dezembro de 2013, Stephen Baldwin apareceu no programa de rádio/TV de Mancow Muller, confirmando que ele está conversando com Pauly Shore sobre fazer uma sequência do filme girando em torno dos filhos de seus personagens Bud e Doyle. Baldwin também afirmou que ele é reconhecido mais por seu papel em Bio-Dome do que qualquer outro filme que ele fez até agora. Em uma entrevista publicada na Variety em 17 de janeiro de 2017, ele reiterou seu desejo de fazer uma sequência, dizendo que Shore estava interessado e ele tem financiamento, mas está buscando a aprovação do estúdio.